# Petrizzi
Petrizzi ist eine italienische Gemeinde mit 1002 Einwohnern (Stand 31. Dezember 2023) in der Provinz Catanzaro, Region Kalabrien.
Das Gebiet der Gemeinde liegt auf einer Höhe von 391 Metern über dem Meeresspiegel und umfasst eine Fläche von 21 Quadratkilometern. Die Nachbargemeinden sind Argusto, Centrache, Chiaravalle Centrale, Gagliato, Montepaone, Olivadi, San Vito sullo Ionio, Satriano und Soverato. Die Ortsteile sind Campo Farnia und La Pietà. Petrizzi liegt 37 Kilometer südlich von Catanzaro.
Der Bahnhof Petrizzi-Gagliato lag an der Schmalspurbahn Soverato–Chiaravalle Centrale.
Sehenswert ist die Kirche Matrice di Maria SS della Pietra.